# 싯담 문자
싯담 문자(영어: Siddhamātṛkā 싯다마트리카[*]) 또는 범자(梵字)는 인도에서 사용되던 브라흐미계 문자의 일종으로, 굽타 문자의 발전형이자, 나가리 문자, 아삼 문자, 벵골 문자, 티르후타 문자, 오디아 문자, 네팔 문자의 조상이다.
싯담이라는 단어는 산스크리트어로 "완성된" 또는 "완벽한"을 의미한다. 이 문자는 문서의 머리부분에  Siddhaṃ, 또는Siddhaṃ astu (완벽함이 있을 수 있음)를 쓰는 관습에서 이름이 붙여졌다.
'범자'는 범천(브라흐마)이 만든 문자를 의미한다. 또 단순히 범어(산스크리트어)를 표기하는 문자라고도 해석되며 역사적으로 실담 문자(悉曇文字)를 가리키는 경우가 많다.

## 역사

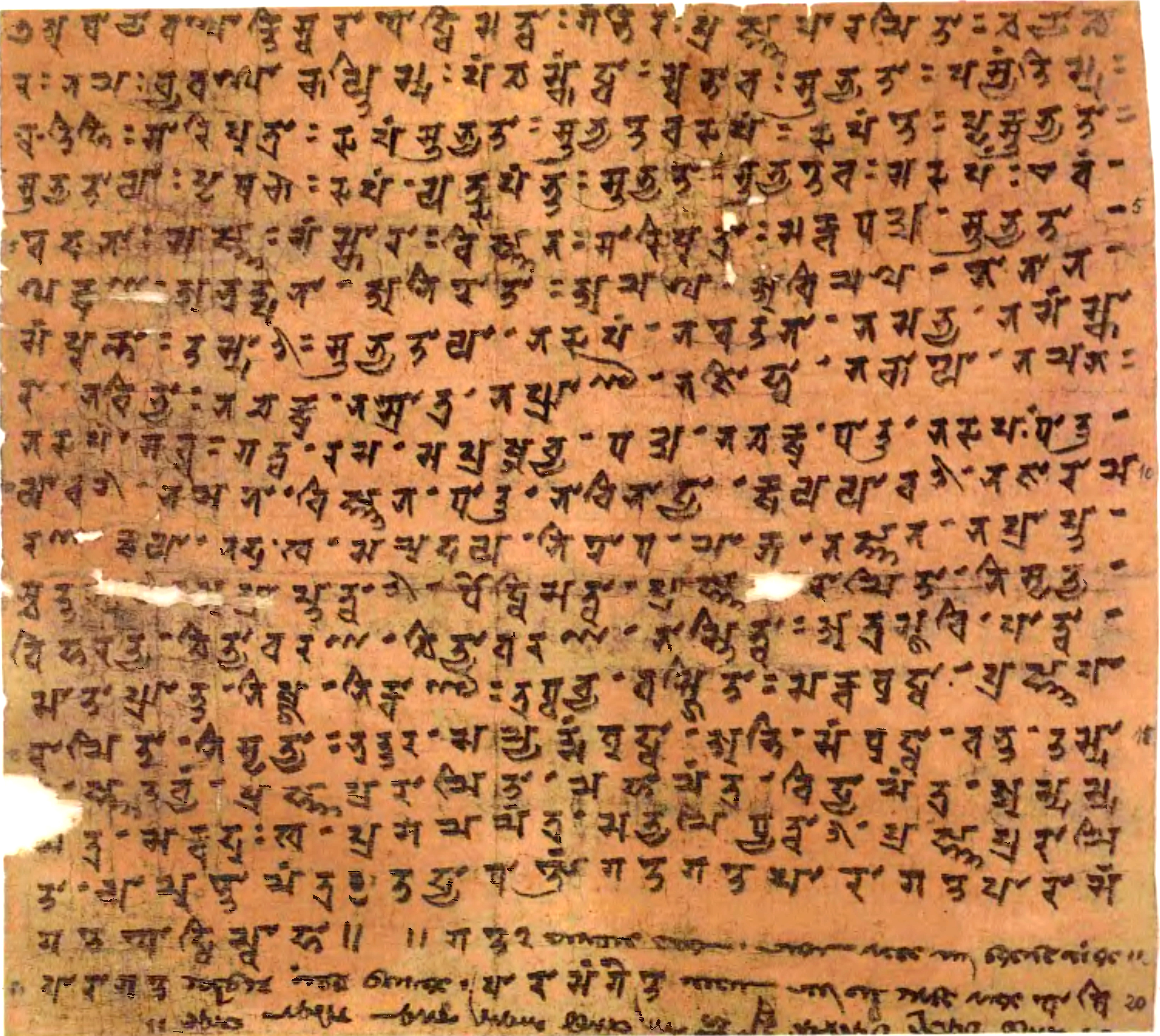
반야심경의 싯담 문자 필사본. 프랑스 국립도서관

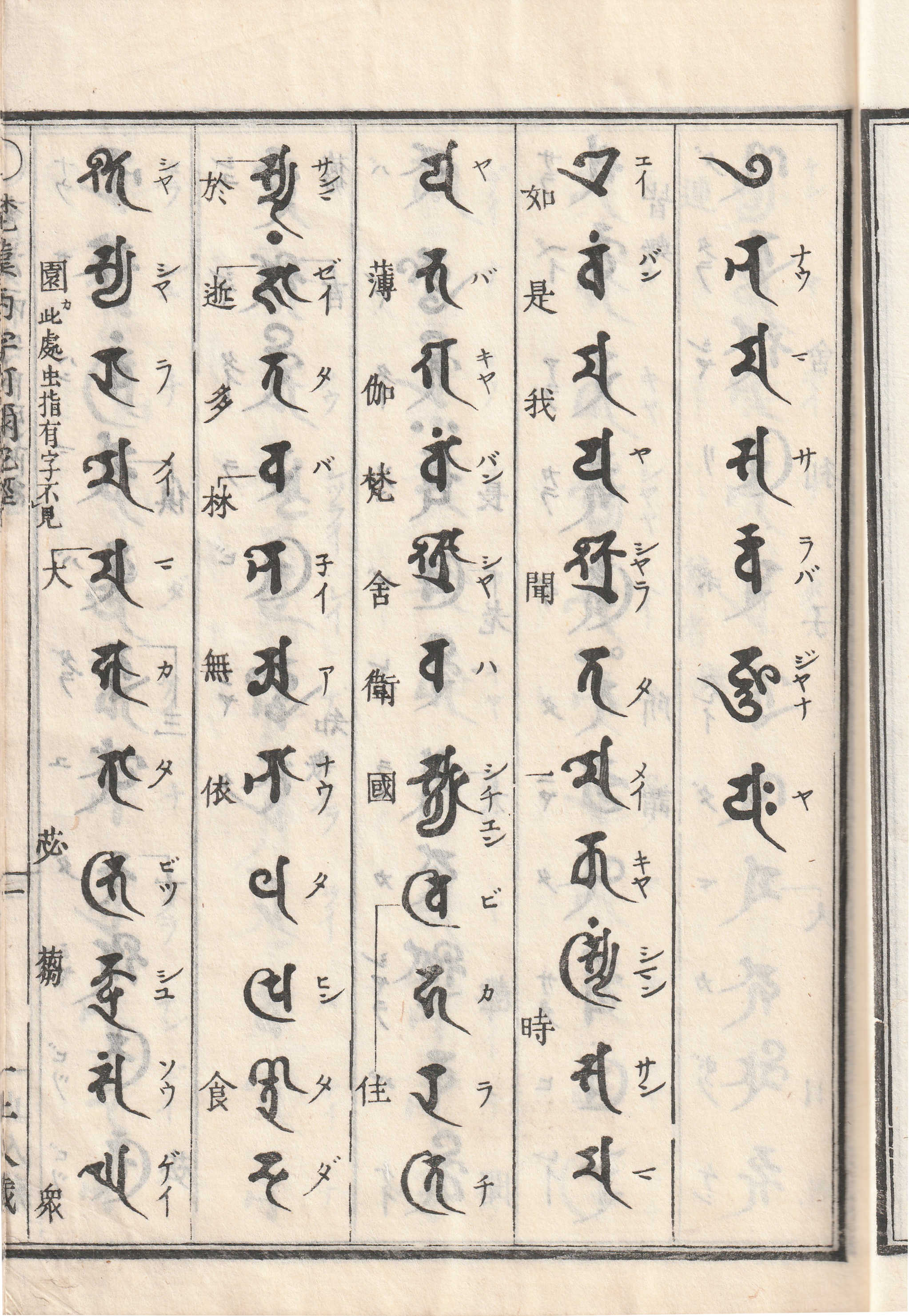
"범한양자아미타경(梵漢両字阿弥陀経)". 사진은 안에이 2년(1773년)의 간본이다. 싯담 문자에 의한 산스크리트어 원문을 중심으로 오른쪽 옆에 카타카나로 발음을, 왼쪽 옆에 한자로 의미를 나타낸다.

싯담 문자는 기원후 6세기 후반에 굽타 브라흐미 문자에서 발전했다.
실크로드를 따라 불경이 중국에 전래되면서, 싯담 문자도 함께 소개되었는데, 이 불경에서 기록된 싯담 문자가 중국에서 실담(悉曇)으로 총칭되었다. 이후 당나라 시기의 중국승려 지광(智廣)의 실담자기(悉曇字記)를 저술하여 본격적인 싯담 문자의 연구가 이루어졌다. 이 실담자기는 싯담 문자에 대한 문법적 설명과 발음, 문자의 결합 법칙 등을 중국어로 설명해놓았다.
일본의 승려 쿠카이는 806년 중국에서 돌아와 일본에 실담자기와 싯담 문자를 소개하였고, 쿠카이 이후로 실담자기에 대한 본격적인 연구가 이루어져 싯담 문자에 대한 학문적 연구인 '실담학(悉曇學)'이 정립되었으며, 일본은 싯담 문자에 대한 다양한 연구가 이루어지고 있다.
일본 불교 학자들은 한자처럼 싯담 문자에 의미를 더하기 위해 동일한 음운값을 가진 여러 문자를 만들기도 했다. 이 관습은 사실상 중국식 쓰기와 인도식 쓰기의 '혼합'을 나타내며, 싯담 문자에 있는 산스크리트어 문장을 읽었을 때 일본인이 채택한 한자처럼 다르게 해석할 수 있게 한다. 이로 인해 동일한 문자의 여러 가지 변형이 발생했다.
한국에서는 특별히 실담자기를 통한 연구 전승이 전해진 예는 없으나, 신라, 고려시대에 걸쳐 싯담 문자에 대한 연구 자체는 이루진 것으로 추측되고 있다. 조선시대에서는 숭유억불 정책에 의해 연구가 활발히 이루지는 못하였으나, 이 시기에 간행된 다수의 진언집(眞言集)이 출간하는 등 싯담 문자에 대한 연구 자체는 이어져왔다. 이 진언집에는 싯담 문자의 발음과 의미 등이 한문과 한글을 통해 상세히 기록되어 있다.
한편 인도의 싯담 문자는 데바나가리 문자를 비롯하여  아삼 문자, 벵골 문자, 티르후타 문자, 오디아 문자, 네팔 문자 등 여러 문자들로 변화되면서, 동아시아는 싯담 문자가 여전히 사용되는 유일한 지역으로 남게 되었다.

## 문자 표기
싯담 문자는 자음을 나타내는 글자가 특정 모음을 포함한 음절을 나타내는 아부기다 문자이다. 모음 소리가 명시적으로 표시되지 않으면 음가 '/a/'가 가정된다. 분음 부호는 다른 모음 기호와 아누스바라와 비사르가가 사용된다. 자음 문자에 모음 없이 자음만을 발음할때 비라마를 사용할 수도 있으며, 이는 때때로 산스크리트어 단어의 끝에 발생한다.
싯담 문자에는 다른 브라흐미 문자들과 마찬가지로 왼쪽에서 오른쪽으로 가로쓰기 하는 좌횡서이나, 동아시아에 전래되면서 오른쪽에서 왼쪽으로 세로쓰기하는 우종서가 쓰이기도 한다.
시간이 지남에 따라 구두점, 첫글 표시, 반복 표시, 끝 표시, 접속사를 결합하고 음절을 거의 결합하지 않는 특수 합자, 그리고 현재 인코딩되지 않은 서기가 임의로 여러 장식을 포함한 추가 표시가 개발되었다. 누크타는 일부 현대 싯담 문장에서도 사용된다.

### 모음

#### 기본
| 문자(기호)        | 문자(기호)          | 전사 (IAST) | 발음 (IPA) |                   | 문자(기호)          | 문자(기호) | 전사 (IAST) | 발음 (IPA) |
| 모음자 (자음없음) | 모음기호 (자음있음) | 전사 (IAST) | 발음 (IPA) | 모음자 (자음없음) | 모음기호 (자음있음) |            | 전사 (IAST) | 발음 (IPA) |
| ----------------- | ------------------- | ----------- | ---------- | ----------------- | ------------------- | ---------- | ----------- | ---------- |
|                   | ○                   | a           | ɐ or ə     |                   |                     | ā          | ɑː          |            |
|                   |                     | i           | i          |                   |                     | ī          | iː          |            |
|                   |                     | u           | u          |                   |                     | ū          | uː          |            |
|                   |                     | ṛ           | ɻ          |                   |                     | ṝ          | ɻː          |            |
|                   |                     | ḷ           | ɭ          |                   |                     | ḹ          | ɭː          |            |
|                   |                     | e           | eː         |                   |                     | ai         | əi          |            |
|                   |                     | o           | oː         |                   |                     | au         | əu          |            |

(※"○"는 자음자를 나타낸다.)

#### 기타
| 기호 | 명칭       | 전사 (IAST) | 발음 (IPA) | 의미 |
| ---- | ---------- | ----------- | ---------- | --- |
| ( )  | 공점       | ṃ           | ⁿ          | 비음화 기호. 모음을 비모음으로 하거나 모음에 비음을 후속시킨다. "ँ"는 "ं"의 강조판으로 특히 비모음을 나타내는 데 쓰인다. |
|      | 열반점     | ḥ           | h          | 모음 뒤에 붙이는 /h/。                                                                                                 |
|      | 다달(활점) | -           | -          | 탈모음 기호, 모음 제거 기호. 모음을 제거한다.                                                                          |

### 자음

#### 기본
|                | 무성음    | 무성음      | 유성음    | 유성음      | 비음      |
| 무기음         | 유기음    | 무기음      | 유기음    |             | 비음      |
| -------------- | --------- | ----------- | --------- | ----------- | --------- |
| 연구개음       | k(a) k(ə) | kh(a) kʰ(ə) | g(a) ɡ(ə) | gh(a) ɡʱ(ə) | ṅ(a) ŋ(ə) |
| 경구개음       | c(a) c(ə) | ch(a) cʰ(ə) | j(a) ɟ(ə) | jh(a) ɟʱ(ə) | ñ(a) ɲ(ə) |
| 권설음         | ṭ(a) ʈ(ə) | ṭh(a) ʈʰ(ə) | ḍ(a) ɖ(ə) | ḍh(a) ɖʱ(ə) | ṇ(a) ɳ(ə) |
| 치음           | t(a) t̪(ə) | th(a) t̪ʰ(ə) | d(a) d̪(ə) | dh(a) d̪ʱ(ə) | n(a) n(ə) |
| 순음           | p(a) p(ə) | ph(a) pʰ(ə) | b(a) b(ə) | bh(a) bʱ(ə) | m(a) m(ə) |
|                |           |             |           |             |           |
| 접근음         | y(a) j(ə) | r(a) r(ə)   | l(a) l(ə) | v(a) ʋ(ə)   |           |
| 치찰음・마찰음 | ś(a) ɕ(ə) | ṣ(a) ʂ(ə)   | s(a) s(ə) | h(a) ɦ(ə)   |           |

#### 결합문자
자음 결합문의 경우, 데바나가리 문자 같은 경우 자모를 가로로 결합시키나, 싯담 문자는 티베트 문자 등과 마찬가지로 세로로 글자가 결합된다.
자모 전체를 축소한 것 같은 반체, 혹은 상반이나 하반을 잘라낸 것 같은 반체를 사용하고, 기자의 위나 아래에 이를 결합하여 소리를 표현한다. 뒷자모 옆의 막대를 떼어내고 앞자모 밑에 붙는 것이 일반적인 원칙이다. 아래는 그 예시이다.:
| ṅka | ñja | mpha | vja/bja | vcha/bcha |
그러나 일부 자모의 연결은 위에서 언급한 원칙과 다르다:
| 예    | 연결법 | 설명                                                  |
| ----- | ------ | ----------------------------------------------------- |
| kma   |        | ka 가 앞에 있으면, 가운데 막대를 생략.                |
| rka   |        | ra 가 앞에 있으면, 'T'와 같이 변형하여 위에 놓임.     |
| ṇṭha  |        | ṇa 가 앞에 있으면, 특별한 형태로 연결.                |
| kya   |        | ya 가 뒤에 있으면, 낫 같은 형태로 아래에 붙임.        |
| ṅktra |        | ra 가 뒤에 있으면, 펜촉처럼 아래에 붙임.              |
| rkla  |        | la 가 뒤에 있으면, 마지막 두 필을 남기고 아래에 붙임. |
또 같은 자모를 두 개 겹치면 원래의 모양과 조금 다른 경우도 있다.
| jja | ṭṭa | ṇṇa | tta | nna | mma | lla | vva | {\displaystyle \cdots } |

## 이용
일본에서는 천태종과 진언종의 밀교와 수험도의 혼합 종파에서 싯담 문자를 이용하여 진언을 쓰고 경을 베끼거나 읽는 것이 여전히 행해지고 있다.
다이쇼 신수 대장경은 대부분의 만트라를 위해 싯담 문자를 보존하고 있으며, 한국 불교도들은 여전히 싯담 문자의 변형된 형태로 종자를 쓰고 있다. 일본의 싯담 문자는 수트라 문자를 쓸 때 쓰던 원본 문자에서 발전하여 지금은 고대 문자와는 다소 다르다.
싯담 문자는 동아시아 문자와 마찬가지로 붓으로 쓰는 것이 일반적이며, 대나무펜으로 쓰기도 한다. 일본과 한국에서는 공식적으로 싯담 서예에 박필을 사용하나, 비공식적으로 붓을 사용하기도 한다.

## 글꼴
싯담 문자는 여전히 대부분 수필로 작성되고 있다. 컴퓨터 글꼴을 만들기 위한 노력이 있었지만, 현재까지 이 중 어느 것도 싯담 문자의 결합 자음을 재현하지 못하고 있다. 특히 중화전자불전협회 에서 다이쇼 신수 대장경의 전자판을 위해 싯담 문자 글꼴을 만들었지만, 이 글꼴에 모든 가능한 결합이 포함되어 있지는 않다. 일본의 금석문자경 소프트웨어 또한 싯담 문자를 위한 글꼴을 포함하지만 싯담 문자를 다른 블록으로 분할하고 하나의 문서를 렌더링하기 위해 여러 글꼴을 필요로 한다.
이후 CBETA 글꼴 Siddhamkey 3.0에 의존하는 싯담 문자 입력 시스템이 개발되었다.

## 유니코드
싯담 문자는 2014년 6월 버전 7.0 출시와 함께 유니코드 표준에 추가되었다.
싯담 문자의 유니코드 블록은 U+11580–U+115FF이다.:
| 싯담 문자[1][2] Official Unicode Consortium code chart (PDF)                   |   |   |   |   |   |   |   |   |   |   |   |   |   |   |   |   |
|                                                                                | 0 | 1 | 2 | 3 | 4 | 5 | 6 | 7 | 8 | 9 | A | B | C | D | E | F |
| U+1158x                                                                        | 𑖀 | 𑖁 | 𑖂 | 𑖃 | 𑖄 | 𑖅 | 𑖆 | 𑖇 | 𑖈 | 𑖉 | 𑖊 | 𑖋 | 𑖌 | 𑖍 | 𑖎 | 𑖏 |
| U+1159x                                                                        | 𑖐 | 𑖑 | 𑖒 | 𑖓 | 𑖔 | 𑖕 | 𑖖 | 𑖗 | 𑖘 | 𑖙 | 𑖚 | 𑖛 | 𑖜 | 𑖝 | 𑖞 | 𑖟 |
| U+115Ax                                                                        | 𑖠 | 𑖡 | 𑖢 | 𑖣 | 𑖤 | 𑖥 | 𑖦 | 𑖧 | 𑖨 | 𑖩 | 𑖪 | 𑖫 | 𑖬 | 𑖭 | 𑖮 | 𑖯  |
| U+115Bx                                                                        | 𑖰  | 𑖱  | 𑖲  | 𑖳  | 𑖴  | 𑖵  |   |   | 𑖸  | 𑖹  | 𑖺  | 𑖻  | 𑖼  | 𑖽  | 𑖾  | 𑖿  |
| U+115Cx                                                                        | 𑗀  | 𑗁 | 𑗂 | 𑗃 | 𑗄 | 𑗅 | 𑗆 | 𑗇 | 𑗈 | 𑗉 | 𑗊 | 𑗋 | 𑗌 | 𑗍 | 𑗎 | 𑗏 |
| U+115Dx                                                                        | 𑗐 | 𑗑 | 𑗒 | 𑗓 | 𑗔 | 𑗕 | 𑗖 | 𑗗 | 𑗘 | 𑗙 | 𑗚 | 𑗛 | 𑗜  | 𑗝  |   |   |
| U+115Ex                                                                        |   |   |   |   |   |   |   |   |   |   |   |   |   |   |   |   |
| U+115Fx                                                                        |   |   |   |   |   |   |   |   |   |   |   |   |   |   |   |   |
| 참고 1.^ 유니코드 버전 14.0부터 2.^ 회색 영역은 할당되지 않은 코드를 나타낸다. |   |   |   |   |   |   |   |   |   |   |   |   |   |   |   |   |

### 인용문
1. 1 2  Singh, Upinder (2008). 《A History of Ancient and Early Medieval India: From the Stone Age to the 12th Century》. Delhi: Pearson. 43쪽. ISBN 9788131716779.
2. ↑  https://archive.org/details/epigraphyindianepigraphyrichardsalmonoup_908_D/mode/2up,p39-41 [깨진 링크]
3. ↑  Malatesha Joshi, R.; McBride, Catherine (2019년 6월 11일). 《Handbook of Literacy in Akshara Orthography》. ISBN 9783030059774.
4. ↑  Rajan, Vinodh; Sharma, Shriramana (2012년 6월 28일). “L2/12-221: Comments on naming the "Siddham" encoding” (PDF). 2014년 8월 19일에 확인함.
5. ↑  “Devanagari: Development, Amplification, and Standardisation”. Central Hindi Directorate, Ministry of Education and Social Welfare, Govt. of India. 1977년 4월 3일. 2018년 4월 3일에 확인함 – Google Books 경유.
6. ↑  Kawabata, Taichi; Suzuki, Toshiya; Nagasaki, Kiyonori; Shimoda, Masahiro (2013년 6월 11일). “N4407R: Proposal to Encode Variants for Siddham Script” (PDF). Working Group Document, ISO/IEC JTC1/SC2/WG2.
7. ↑  Salomon, Richard (1998). 《Indian Epigraphy》. Oxford University Press. ISBN 978-0-19-535666-3.
8. ↑  Handbook of Literacy in Akshara Orthography, R. Malatesha Joshi, Catherine McBride(2019)
9. ↑  SM Dine, 2012, Sanskrit Beyond Text: The Use of Bonji (Siddham) in Mandala and Other Imagery in Ancient and Medieval Japan, University of Washington.
10. ↑  Siddhaṃ : the perfect script.
11. ↑  Buddhism guide: Shingon.

### 참조주
1. ↑  이용은 일본과 한국에서 전례 목적으로 현대 시대까지 남아 있다.

### 참고 문헌
- Bonji Taikan (梵字大鑑). (Tōkyō: Meicho Fukyūkai, 1983)
- Chaudhuri, Saroj Kumar (1998). Siddham in China and Japan, Sino-Platonic papers No. 88
- e-Museum, National Treasures & Important Cultural Properties of National Museums, Japan (2018), “Sanskrit Version of Heart Sutra and Viyaya Dharani”, 《e-Museum》, 2018년 11월 22일에 원본 문서에서 보존된 문서, 2022년 9월 18일에 확인함
- Stevens, John. Sacred Calligraphy of the East. (Boston, MA: Shambala, 1995.)
- Van Gulik, R.H. Siddham: An Essay on the History of Sanskrit Studies in China and Japan (New Delhi, Jayyed Press, 1981).
- Yamasaki, Taikō. Shingon: Japanese Esoteric Buddhism. (Fresno: Shingon Buddhist International Institute, 1988.)
- 『실담범자입문』(이태승·최성규 공저,정우서적,2008)
- 『실담자기와 망월사본 진언집 연구』(이태승·안주호,글익는 들,2004)
- 『불교혼성범어입문』(F.에저톤 외 저,이태승 편역,위덕대학교출판부,2000)
- 『梵字悉曇』(靜慈圓,朱鷺書房,2001)
- 『梵字必携』(兒玉義隆,朱鷺書房,2000)
- 『梵字手帖』(德山暉純,木耳社,1989)